# Битва при Кумах (474 до н. э.)
Битва при Кумах — морское сражение между флотом Сиракуз и флотом этрусков у стен города Кумы (Неаполитанский залив) в 474 году до нашей эры. Закончилась поражением этруссков, что ознаменовало начало заката их доминирования в Тирренском море.

## Предыстория
Греческая колония Кумы была основана в VIII веке до н. э. недалеко от южной границы проживания этрусков. В V веке до н. э. Этрурия переживала экономический расцвет, связанный с экспортом зерна в Грецию. В этих условиях этрусски стали стремиться к расширению контролируемой территории. Для многочисленных эллинских торговых факторий на побережье, соседство этрусков создавало непрерывную угрозу. Между противниками неизбежно начались столкновения. Этруски пытались закрепиться на побережье и расправиться с Кумами, своим самым сильным соперником.
В 524 и 504 годах Кумы нанесли два поражения войску этрусков, однако к 474 году этруски смогли собрать флот, готовя прямую атаку на город. Непосредственной причиной нового обострения отношений стало изгнание из Рима Тарквиния Гордого. Потеря Рима означала для этрусков потерю прямых коммуникаций между основной территорией (Двенадцатиградием) и Кампанской Этрурией, поэтому, лишившись удобных сухопутных коммуникаций со своими колониями на юге Апеннинского полуострова, они попыталась завладеть Кумами и создать форпост на побережье.

## Битва и последствия
Жители Кум обратились за помощью к сиракузскому тирану Гиерону I, который, опасаясь экспансии этрусков в Южную Италию, немедленно пришёл на помощь городу и послал флот к Кумам. Сиракузским флотом командовал, вероятно, сицилийский военачальник Хромий Этнейский. В 474 году в Неаполитанском заливе произошла морская битва и в ходе упорного боя этрусский флот потерпел поражение. Битва при Кумах ознаменовала конец этрусского господства на море и стали одной из причин остановки их экспансии в Италии и окончания экономического расцвета.

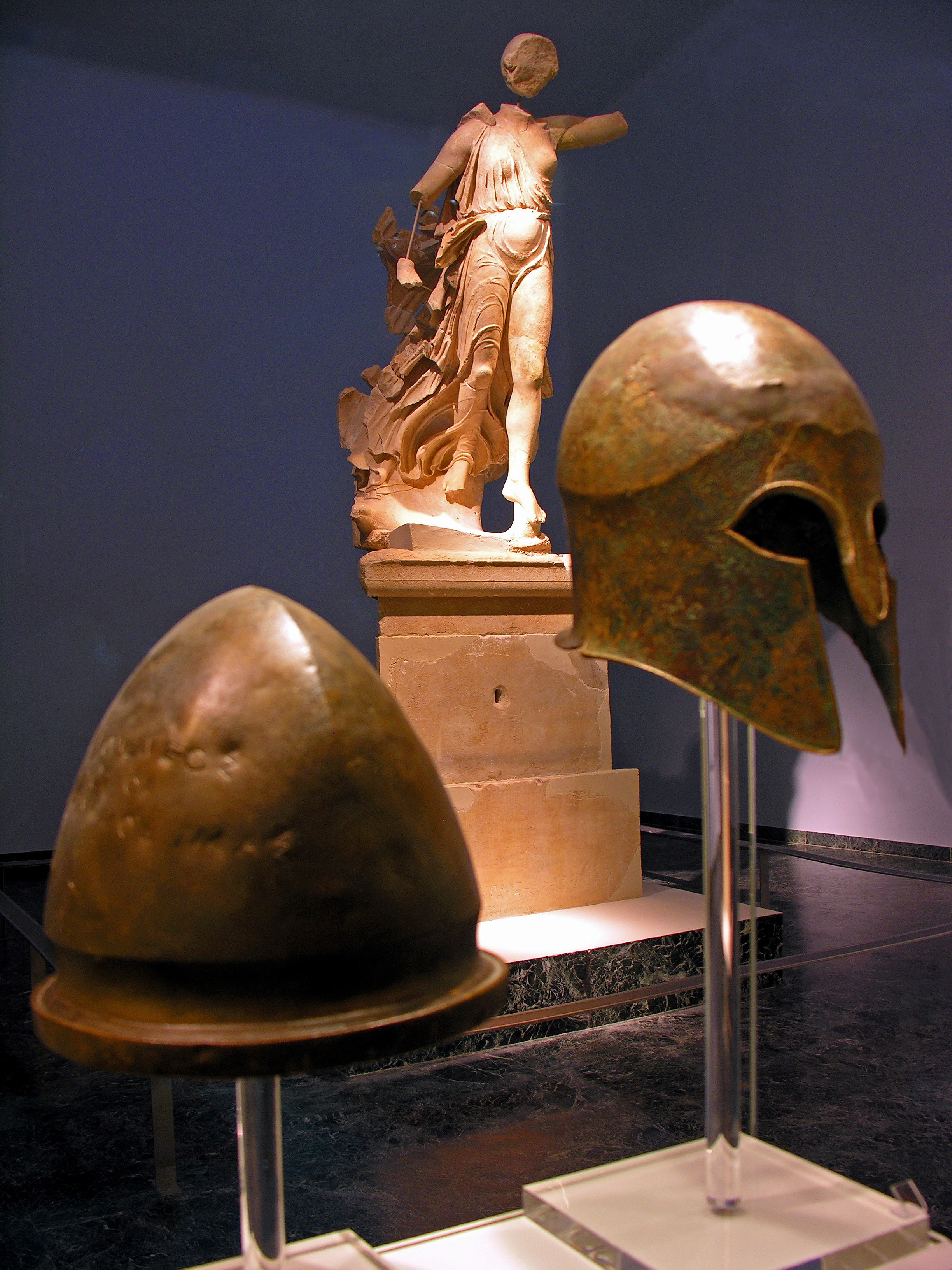
Греческий и этруский шлемы, преподнесённые Гиероном. Музей Олимпии, Греция.

С битвой при Кумах исследователи связывают сообщение Страбона о попытке сиракузян захватить остров Искья в Неаполитанском заливе и построить на нём крепость. Вероятно, на острове существовала база этрусского флота и сражение при Кумах позволило сиракузянам захватить эту базу и удерживать её до тех пор, пока сильное землетрясение не заставило их вернуться в Сицилию.
Жители Сиракуз увековечили свою победу над этрусками, преподнеся оружие и шлемы в греческие святилища, прежде всего — в храм Зевса в Олимпии, в качестве благодарности за помощь богов. Среди вотивных приношений, найденных в Олимпии и связанных с этим эпизодом, можно назвать этрусский шлем с надписью дорийскими буквами: «Гиерон и сиракузцы преподносят Зевсу этот шлем, взятый у тирренцев во время битвы при Кумах».
Данные об этой битве весьма отрывочны и противоречивы. Согласно Диодору Сицилийскому, грекам противостояли только этруски. Туманные упоминания битвы в стихах лирического поэта Пиндара, современника этого сражения, свидетельствуют, что при Кумах были разбиты карфагеняне и этруски. Надпись на вотивном шлеме воина карфагенян не упоминает, но, вероятно, в надписи могли быть упомянуты только тиррены, поскольку трофей был этрусским, а не карфагенским.
Пиндар несколько раз упоминал битву при Кумах в своих произведениях, например:
Пусть же в домах остаётся пуниец,
Смолкнет тирренов военный клич!
Вспомнят пусть Кумский морской
Бой многостопный.Пиндар. Эпиникии Пифийские, 1. «Этна».